# Debate entre Chomsky y Foucault
El debate entre Chomsky y Foucault fue un debate sobre la naturaleza humana del que participaron Noam Chomsky y Michel Foucault en la Universidad Técnica de Eindhoven en los Países Bajos ocurrido el día 22 de octubre del año 1971 a las 7:30 de la tarde. Fue retransmitido al día siguiente a las 9:30.
El filósofo danés Fons Elders invitó a Chomsky y Foucault para discutir una pregunta de milenios de antigüedad: "¿Existe tal cosa como una naturaleza humana 'innata' independiente de nuestras experiencias e influencias?"

## Debate
Como el moderador resumió el tema: "Todos los conocimientos sobre el hombre, desde la historia hasta la lingüística y la psicología, se enfrentan a la cuestión de si en última instancia somos producto de todo tipo de factores externos o si, en última instancia, a pesar de nuestras diferencias, tenemos algo que podríamos llamar una naturaleza humana común por la cual podemos llamarnos unos a otros seres humanos". Noam Chomsky y Michel Foucault asumieron puntos de vista opuestos sobre la cuestión. Chomsky sostuvo que la naturaleza humana era real y la identificó con estructuras innatas de la mente humana, en consonancia con su teoría de la gramática universal. Foucault explicó los mismos fenómenos haciendo referencia a las estructuras sociales humanas. 
Por ejemplo, si bien reconoció que sería inútil tratar de predecir con precisión la naturaleza de una sociedad posrevolucionaria, Chomsky sostuvo que aún vale la pena emprender la tarea de construir teorías. Incluso si no pueden proporcionar una imagen completa de una sociedad futura, las teorías aún pueden ofrecer una visión y un sentido de dirección para la lucha revolucionaria. Foucault respondió a esto cuestionando la base de tales teorías. Según él, nuestras concepciones de la naturaleza humana se adquieren de nuestra propia sociedad, civilización y cultura. Puso como ejemplo de esto el marxismo de finales del siglo XIX y principios del XX que, según Foucault, tomó prestada su concepción de la felicidad de la sociedad burguesa. Las ideas sobre la sexualidad, la vida familiar y la estética fueron tomadas de ejemplos burgueses. Foucault sostuvo que al adoptar una determinada concepción de la naturaleza humana corremos el riesgo de reconstruir las antiguas relaciones de poder en una sociedad posrevolucionaria, a lo que Chomsky respondió: "Nuestro concepto de la naturaleza humana es ciertamente limitado, parcial, socialmente condicionado, constreñido por nuestros propios defectos de carácter y las limitaciones de la cultura intelectual en la que vivimos, pero al mismo tiempo es de importancia crítica que tengamos alguna dirección, que sepamos qué metas imposibles estamos tratando de alcanzar, si esperamos alcanzar algunas de las metas posibles".
Durante el debate, Foucault criticó lo que consideraba el poder político oculto de instituciones aparentemente neutrales. Según él, en la sociedad europea el poder se considera algo que pertenece a las instituciones de poder político (como el gobierno) y a sectores relacionados de la sociedad, como el aparato estatal, la policía y el ejército. Pero según Foucault, instituciones como la familia, las escuelas, las universidades, la medicina y la psiquiatría sirven para mantener el poder en manos de una clase social y excluir a la otra. Consideraba que una tarea intelectual central era criticar esas instituciones: "Me parece que la verdadera tarea política en una sociedad como la nuestra es criticar el funcionamiento de las instituciones, que parecen ser a la vez neutrales e independientes; criticarlas y atacarlas de tal manera que la violencia política que siempre se ha ejercido oscuramente a través de ellas quede desenmascarada, de modo que se pueda luchar contra ellas".
Chomsky estuvo de acuerdo y añadió que no sólo coincide en la teoría, sino también en la práctica. Sin embargo, según él, las principales instituciones contra las que hay que luchar en la sociedad moderna son las económicas: es decir, las instituciones financieras y las corporaciones multinacionales. Según Chomsky, aunque se presenten como sujetas a la democracia del mercado, siguen siendo autocráticas. El poder reside en una minoría de propietarios y directivos, mientras que la mayoría trabajadora no tiene ningún control real sobre el funcionamiento de la corporación. Según Chomsky, estas instituciones obtienen su poder del dominio de las fuerzas del mercado en lo que él veía como las sociedades desigualitarias de Occidente.